# Francisco de Paula Fernández Gascó
Francisco de Paula Fernández Gascó  (Daganzo de Arriba, 22 de octubre de 1768-Isla de Jersey, 6 de diciembre de 1826) fue un político liberal español. Fue uno de los miembros más destacados de los liberales exaltados del Trienio Liberal.

## Biografía
Diputado en las Cortes de Cádiz, durante el Trienio liberal fue  ministro de la Gobernación de la Península entre agosto de 1822 y febrero de 1823. Con la segunda restauración fernandina se exilió a Gran Bretaña donde falleció.